# Острянка
Острянка — село в Нижнедевицком районе Воронежской области.
Административный центр Острянского сельского поселения.

## История
Ф. И. Поликарпов в своей работе «Историко-статистическое описание церквей и приходов Нижнедевицкого уезда Воронежской губернии» сообщает, что в 1815 году к Синим Липягам принадлежала деревня Остренькое с 247 душами мужского пола. Автор предполагает, что село возникло в начале XIX века. Здесь же сообщается, что по исповедной росписи за 1821 год в Остреньком насчитывалось 300 душ мужского пола.
В списках населённых пунктов по сведениям 1859 года Остренькое числится казённой деревней, расположенной при урочище Острянском, в деревне 71 двор, жителей числится 521 человек мужского пола и 552 человека женского пола. Наличие церкви в данном населённом пункте ещё не отмечено. Данные сведения подтверждаются не только работой Ф. И. Поликарпова, но и «Списком населённых мест по сведениям 1859 года (т. IX Воронежская губерния» Санкт-Петербург, 1865 г., стр. 105).
В книге Ф. И. Поликарпова имеются также сведения о том, что церковь начала строиться в июле 1859 года и была вскоре освящена в честь Покрова Пресвятой Богородицы. Церковь в Острянке была деревянная, дубовая, построенная равносторонним крестом. Алтарь отделялся от храма одним иконостасом. Под престолом — деревянная резная сень с крестом наверху. Иконостас был построен в два яруса. Есть свидетельства старожилов села о том, что стены Острянского храма были украшены живописью. При церкви в 1886 году была открыта церковно-приходская школа. Школа эта помещалась в церковной сторожке. По документам первым священником Острянского храма был Илья Петрович Скрябин. После открытия храма Покрова Пресвятой Богородицы Остренькое отделилось от Синих Липягов.
В 1870 году к Острянке причислен хутор Дмитриевский (Хмелевая Пустошь), расположенный всего в трёх верстах. Причислили его к селу из-за отдалённости его от находящегося в двадцати верстах села Дмитриевское, переселенцы из которого и основали хутор. До сих пор самые распространенные фамилии на хуторе и в селе одни и те же, а жители окрестных сёл, называющие и хутор, и село просто «Дмитриевка», вынуждены уточнять, о какой Дмитриевке идёт речь — воронежской или белгородской.
В справочной книге за 1900 год было указано, что в Острянке насчитывалось 222 двора, 1690 жителей, три общественных здания, церковь, одна церковно-приходская школа, 11 ветряков (ветряных мельниц), одна винная лавка и две мелочные, проводилась одна ярмарка в год. Почтовое отделение — Нижнедевицк, число вёрст до него — 30, количество надельной земли — 2381 десятина. 33 десятины пахотной земли принадлежало церковному причету.
В 1904 году в хуторе Дмитриевском и селе Остреньком насчитывалось 345 дворов, мужского населения — 1398, женщин — 1395. Село не имело своего почтового отделения и врачебного пункта (ближайшие находились в Нижнедевицке). В церковно-приходской школе обучались 38 человек мужского пола.
После Октябрьской революции советская власть в селе установилась в начале февраля 1918 года. Председателем волисполкома, секретарём партийной ячейки долгое время работал Алексей Емельянович Барышев.
Большую роль в создании отрядов Красной гвардии в Нижнедевицком уезде сыграл в 1918—1919 годы Пётр Максимович Андроханов (1880—1942), уроженец х. Дмитриевский, житель с. Острянка, кавалер трёх солдатских Георгиевских крестов. С 1930 по 1942 год работал председателем Дмитриевского сельсовета. В годы войны был оставлен в партизанском отряде в Нижнедевицком районе. Расстрелян фашистами в июле 1942 года.
В 1929 году были образованы колхозы. На территории современного Острянского сельского поселения их было пять: два в Острянке (им. Ленина и им. Кирова), один на хуторе Малиново, один на хуторе Дмитриевский и колхоз им. Розы Люксембург — на хуторе Фролов.
В 1959 году произошло укрупнение колхозов, из пяти был создан один — имени Ленина, позднее переименованный в колхоз имени Ильича.

### Председатели колхоза
Председателями колхоза в разные годы были:
1. Гусев
2. Чупров
3. Анненков Николай Алексеевич
4. Попов Иван Осипович
5. Орчиков Николай Емельянович
6. Яценко Николай Федосеевич
7. Щукин Евгений Васильевич
8. Семёнов Виктор Денисович
9. Карташов Николай Иванович
10. Карташов Виктор Николаевич
11. Быканов Анатолий Дмитриевич
12. Аксёнов Виктор Иванович

В 1992 году колхоз имени Ильича был реорганизован в ТОО «Острянское», а в 1997 году — в СХА «Острянская» (ныне практически не действующую).

### Великая Отечественная война
Во время Великой Отечественной войны июля 1942 года по январь 1943 года село находилось в оккупации. Основной контингент оккупантов составляли мадьяры (венгры). Жители села подвергались грабежу и насилию, их заставляли работать (в основном — рыть укрытия для машин и окопы). Осенью 1942 года часть жителей была угнана на работы в Германию. Через Острянку гнали советских пленных, многие из которых в пути умирали или были расстреляны. Большая часть жертв фашистской оккупации захоронена в братской могиле на территории села, однако находки останков продолжались до 2011 года.
Село Острянка было освобождено от немецко-фашистских захватчиков 25 января 1943 года солдатами 25-й стрелковой дивизии имени Чапаева.